# Diasporenbank
Als Diasporenbank wird die Gesamtheit aller an einem Standort vorhandenen keimungsfähigen pflanzlichen Ausbreitungseinheiten (Diasporen) bezeichnet; für sich geschlechtlich vermehrende Samenpflanzen ist die Verwendung des Begriffs Samenbank geläufiger; er ist jedoch missverständlich, da er auch für vom Menschen angelegte Erhaltungssammlungen verwendet wird. Diasporen können generativen (Früchte, Samen, Sporen) oder vegetativen (z. B. Sprossteile oder Rhizome) Ursprungs sein. Je nach Art sind die Diasporen kurz- (ein- bis zweijährig) oder langlebig (bis mehrere tausend Jahre).
Um das Vorkommen und die Häufigkeit von Arten in der Diasporenbank zu prüfen, gibt es mehrere Methoden. Beispielsweise werden bei der Auskeimungsmethode Bodenproben in flachen Schalen ausgebreitet und die dann auflaufenden Keimlinge bestimmt und gezählt.
In Abhängigkeit von Vorkommen und Ausbreitungsmechanismen der Pflanzen sind die Diasporen in einer Landschaft nicht gleichmäßig verteilt. Die Diasporenbank (-gesellschaft) ist daher in Artenzusammensetzung, Individuendichte und damit Diversität heterogen sowie fleckenhaft verbreitet.
Häufig werden unter Diasporenbank auch die Diasporen einer bestimmten Art bezeichnet, wogegen alle an einem bestimmten Standort lagernden Diasporen verschiedener Arten als Diasporengesellschaft bezeichnet werden.